# Eystin Salum
Eystin Salum (Denver, ...) è un giocatore di football americano statunitense, che gioca come quarterback per i Guelfi Firenze.
Dopo aver giocato al college per i Colorado Mesa Mavericks, ha partecipato a un tryout per i Denver Broncos e ha successivamente firmato con i Green Bay Blizzard (coi quali non ha potuto giocare a causa dell'annullamento della stagione 2020). Nella stagione 2021 si è quindi trasferito agli austriaci Vienna Vikings - con i quali ha disputato due stagioni - per passare nel 2023 nel campionato italiano ai Frogs Legnano; nel suo secondo anno ai Frogs ha formato una coppia d'attacco con il wide receiver Damon Sheehy-Guiseppi (già nel roster di preseason dei Cleveland Browns). Il 23 luglio 2024 è stato annunciato il suo passaggio ai Seamen Milano in sostituzione di Zach Bronkhorst, mentre il 31 agosto successivo è stato reso noto il suo ingaggio da parte dei Guelfi Firenze per la stagione 2025.

## Palmarès
- Austrian Bowl: (Vienna Vikings: 2021)